# 逸見謙三
逸見 謙三（へんみ けんぞう、1923年5月 - ）は、日本の農業経済学者。農学博士（1961年）。東京大学名誉教授、東洋英和女学院大学名誉教授。

## 来歴
1923年5月、東京都生まれ。1947年10月、東京大学農学部農業経済学科卒業。同1947年、農林省農業総合研究所。
1962年「世界農業の構造的不均衡」で農学博士の学位を取得。1962年1月東京大学助教授、1972年7月同大教授、1984年定年退官、名誉教授。亜細亜大学経済学部教授。1989年、東洋英和女学院大学社会科学部教授。

## 著書
- 近郊蔬菜圏 松戸市附近に於けるその分析 農林省農業綜合研究所 1948
- 北海道の経済と農業 農業綜合研究刊行会 1952
- 世界農産物市場の課題 大明堂 1963
- 第一次商品問題 第1 アジア経済研究所 1967
- 13億人の食料 21世紀中国の重要課題 大明堂 2003.10
- いわゆる嗜好品 酒類、タバコ、茶、コーヒー 筑波書房 2009.6
- 地球環境問題概説 筑波書房 2009.12
- 食糧・農業 筑波書房 2010.11

## 共編著
- 農業 編 筑摩書房 1970 (現代経済)
- 農業政策講義 篠原泰三共編 青林書院新社 1971
- アジアの工業化と一次産品加工 編 アジア経済研究所 1975
- 農業経済学の軌跡 農業経済学会50年の歩み 梶井功共編 農林統計協会 1981.9
- 基本法農政の経済分析 加藤譲共編 明文書房 1985.11

## 翻訳
- 白人のジレンマ 世界の人口と食糧 ボイド・オーア 法政大学出版局 1956
- 農業近代化の理論 T.W.シュルツ 東京大学出版会 1966
- 緑の革命 国際農業問題と経済開発 レスター・R・ブラウン 監訳 農政調査委員会 1971
- 農業支持政策の費用と便益 T.E.ジョスリング他 農政調査委員会 1974
- 西暦2000年の地球 アメリカ合衆国政府特別調査報告　立花一雄と監訳 家の光協会 1980-81
- 喫煙と社会 よりバランスのとれた評価にむけて ロバート・D.トリソン編 監訳 平凡社 1987.10
- 世界農業貿易とデカップリング /ウィリアム・M.マイナー,デイル・E.ハザウェイ編 監訳 日本経済新聞社 1988.12
- 世界を養う 環境と両立した農業と健康な食事を求めて バーツラフ・スミル 柳澤和夫共訳 食料・農業政策研究センター 2003.2 (農政研究センター国際部会リポート)